# El juego del ahorcado
El juego del ahorcado es una película española dirigida por Manuel Gómez Pereira, director de otras películas como Cosas que hacen que la vida valga la pena o El amor perjudica seriamente la salud. Está protagonizada por Clara Lago y Álvaro Cervantes.

## Sinopsis
Gerona 1989. Sandra y David son amigos y compañeros de aventuras desde siempre. A lo largo del tiempo, parece lógico que su amistad derive en una relación más profunda, pero un acontecimiento imprevisible golpea brutalmente a cada uno por separado, alterando el curso que seguían sus vidas de estudiantes. Desde ese momento, Sandra se convertirá en una superviviente y David en el guardián de su secreto. Juntos, sin hablarlo nunca en voz alta, mantienen su relación de cómplices. Se enamoran de manera muy pasional, hasta que la vida empuja a Sandra a cruzar el umbral de ese secreto, descubriendo lo único que David nunca le ha contado, y que les dejará marcados a ambos para siempre.

## Personajes
- Clara Lago como Sandra.
- Álvaro Cervantes como David.
- Adriana Ugarte como Olga.
- Abel Folk como Padre de Sandra
- Victòria Pagès como Madre de Sandra.
- Víctor Valdivia como Rafa.
- Boris Ruiz como Padre de David.
- Àngels Bassas como Madre de David.
- Mary Murray como Margaret.
- Cristina Brondo como Dolo.
- Antonio Higueruelo como Toni.
- Nacho Fernández como David 8 años.
- Carlota Moriën como Sandra 7 años.
- Juanma Falcón como Carlos.
- Carles Sales como Cura de Ética.
- Ester Bove como Directora Colegio
- Francesc Martinell como Violador.
- Michael Sheehan como Paddy.
- Sergi Barreda como Jaime
- Diego Casado como Compañero David
- Fran Carnacea como Borracho
- Guerau Martínez como Chico Clase Sandra
- Andrea Guasch como Chica Colegio
- Miriam Tortosa como Hermana Desaparecida
- Quim Vila como Policía Declaración
- Oriol Tarrasón como Policía Pasaporte
- Genis Mayola como Cura 1980
- Raúl Gómez como Jugador Billar
- Álex Batllori como Jugador 1
- Marcos Aguilera como Jugador 2
- Jill Mongey como Mujer Guardarropa
- Damien Devaney como Camarero Restaurante Dublín
- Jordi Ballester como Sargento
- Álex Martínez como Chico Basket 1
- Oriol Carreras como Chico Basket 2
- Sergi Ruíz como Recluta 1
- Ferrán Hidalgo como Recluta 2
- Javier Valdés como Dueño Coche
- Luz Juanes como Mujer Dueño Coche
- Anthony Maxwell como Tatuador

## Premios y nominaciones

### XXIII edición de los Premios Goya
| Categoría              | Persona           | Resultado |
| ---------------------- | ----------------- | --------- |
| Mejor actor revelación | Álvaro Cervantes  | Candidato |
| Mejor música original  | Bingen Mendizábal | Candidato |